# ماريا جيدار
ماريا يغوروفنا جيدار ( (بالروسية: Мари́я Его́ровна Гайда́р)‏ ، (بالأوكرانية: Марія Єгорівна Гайдар)‏  مواليد 21 أكتوبر 1982 هي شخصية عامة وسياسية.كانت نائبة في المجلس الإقليمي لأوديسا منذ 30 مايو 2015 ، والمستشارة الخارجية لرئيس أوكرانيا منذ 28 مارس 2017 إلى 17 مايو 2019. في الماضي مستشارة رئيس إدارة ولاية أوديسا الإقليمية في الحماية الاجتماعية والصحة (2015 -2016)  ثم نائبة رئيس إدارة منطقة أوديسا بشأن القضايا الاجتماعية (يناير- مايو 2016). أسست صندوق الدعم الاجتماعي للسكان «الطلب الاجتماعي»  بتاريخ 16 يوليو 2015 . كانت نائبة رئيس وزراء منطقة كيروف الروسية (2009-2011).